# Burim Hashani
Burim Hashani, född 1981 i Kosovo i Jugoslavien, är en albansk fotbollsspelare. Han spelar i dagsläget för Kosovos landslag. Han spelar som anfallare(topp). Hans anfallskamrater är Shpetim Hasani, Uliks Emra och Enis Fetahu som alla tre också spelar i Kosovos landslag.